# 希瓜尼
希瓜尼（西班牙語發音：[xiɣwaˈni]）是古巴的城鎮，位於該國東南部，距離首府巴亞莫25公里，属格拉瑪省，始建於1701年，面積646平方公里，海拔高度125米，根據2004年人口普查總數為60,320人，人口密度為每平方公里93.4人。